# Alicia Blagg
Alicia Jane Blagg (Wakefield, 21 de outubro de 1996) é uma saltadora britânica, especialista no trampolim.

## Carreira

### Rio 2016
Blagg representou seu país nos Jogos Olímpicos de Verão de 2016, na qual ficou em sexto no trampolim sincronizado com Rebecca Gallantree.